# Borabo
Borabo är en by i Långaryds socken i Hylte kommun.
Byn omtalas i dokument första gången 1690. Under 1700-talet fanns här endast en gård, tillhörig kaptenen och gravören vid kungliga myntverket Johan Adam Langman. I samband med laga skifte 1869 fanns här två gårdar lydande under Yabergs säteri. Till den ena gården hörde torpen Granhult och Brunnsberg, till den andra torpen Bokelund och Strömberga eller Strömhult. I byn finns även torpet Marielund.